# Cutthroat (bilard)
Cutthroat jest grą bilardową dla trzech osób w dowolnym stopniu zaawansowania.

## Używane bile
Standardowy zestaw piętnastu bil kolorowych ponumerowanych kolejno od 1 do 15 oraz bila biała.

## Ustawienie początkowe
Przed rozbiciem biała bila znajduje się na polu startowym, kolorowe w trójkącie, z jedynką na czele, szóstką i jedenastką w pozostałych rogach.

## Cel gry
Wygrywa osoba, której bile jako ostatnie pozostaną na stole.

## Zasady
Pierwszy z graczy ma bile z numerami 1-5, drugi 6-10, trzeci 11-15. Gra toczy się do momentu gdy na stole pozostaną bile tylko jednego gracza.
W innej wersji te trzy grupy bil są przyporządkowywane graczom podczas gry (gdy gracz po raz pierwszy wbije bile z danej grupy zostaje ona wyeliminowana jako jego).